# Spanish International 1974
Die Spanish International 1974 im Badminton fanden in Vigo statt. Es war die erste Auflage des Turniers, damals noch als Tournament City of Vigo betitelt.

## Titelträger
| Disziplin    | Sieger                        |
| ------------ | ----------------------------- |
| Herreneinzel | Pedro V. Blach                |
| Dameneinzel  | Dolores Cameselle             |
| Herrendoppel | Fernando Pinto Leitão Machado |
| Damendoppel  | nicht ausgetragen             |
| Mixed        | Pedro V. Blach M. L. Iglesias |